# Damascus Keter

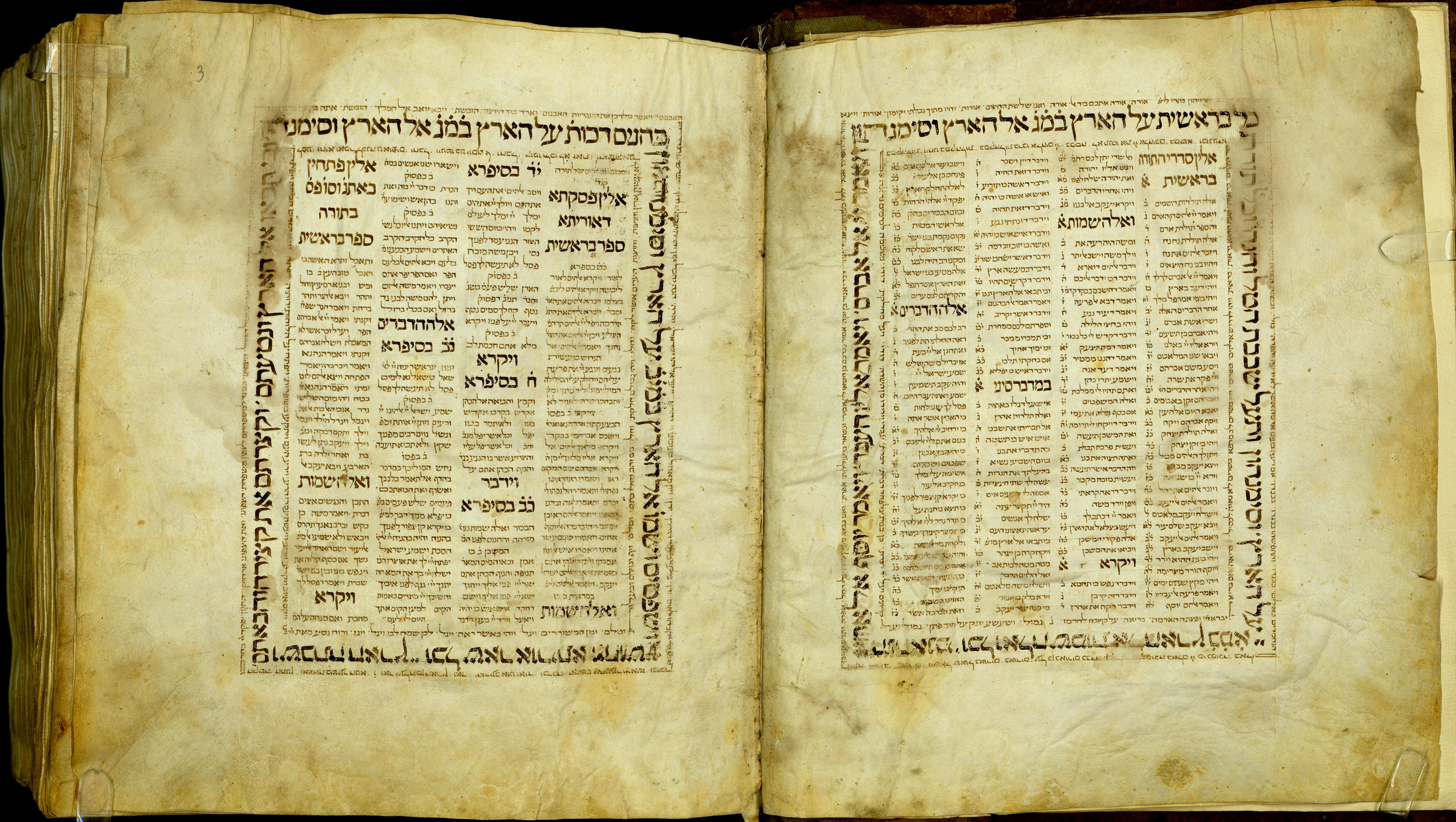
pagina 3 van de Damascus Keter

Damascus keter Ms Heb 5702, is een handschrift uit de tiende eeuw met de Masoretische tekst van de Tenach.

## Dreigende spraakverwarring
Damascus keter (kroon (=Bijbel) van Damascus) is de naam van twee Bijbelse handschriften met de Masoretische tekst van de Tenach, die zich allebei bevinden in de Nationale bibliotheek van Israël in Jeruzalem. Het ene handschrift dateert uit 1260, is geschreven in Burgos, Spanje, en staat gecatalogiseerd als Ms Heb 790. Het andere, dat ook wel Codex Sassoon wordt genoemd, is ouder en is verder het onderwerp van dit artikel.

## Geschiedenis
David Sassoon meende dat het handschrift 9e-eeuws was en afkomstig uit Babylonië; de geleerden van de Bibliotheek van Israël dateren het in de tiende eeuw en menen dat het in Palestina vervaardigd is. In 1914 kocht David S. Sassoon het van de Joden van Damascus. Vandaar de naam “Kroon van Damascus”. De ‘’Nationale Bibliotheek van Israël’’ kocht het in 1975 uit de Sassoonverzameling.

## Inhoud
Het handschrift is bijna compleet. Het geeft de medeklinkertekst, de klinkertekens, de accenten voor de voordracht in de synagoge, en de grote (Masorah Magna) en kleine (Masorah parva) aantekeningen van de Masoreten.
Het boek bestaat uit 270 bladen perkament van 43,2 bij 28,5 centimeter. De tekst is in drie kolommen geschreven, in het gangbare “kwadratische” Hebreeuwse schrift.